# Губник (селище, Гайсинська міська громада)
Губник — селище в Україні, у Гайсинській міській громаді Гайсинського району Вінницької області. Розташоване за 24 км на південь від міста Гайсин. У селищі знаходиться залізнична станція Губник. Населення становить 139 осіб (станом на 1 січня 2015 р.).

## Історія
7 (20) листопада 1917 року, відповідно до Третього Універсалу Української Центральної Ради, увійшло до складу Української Народної Республіки.